# 골룸가물치

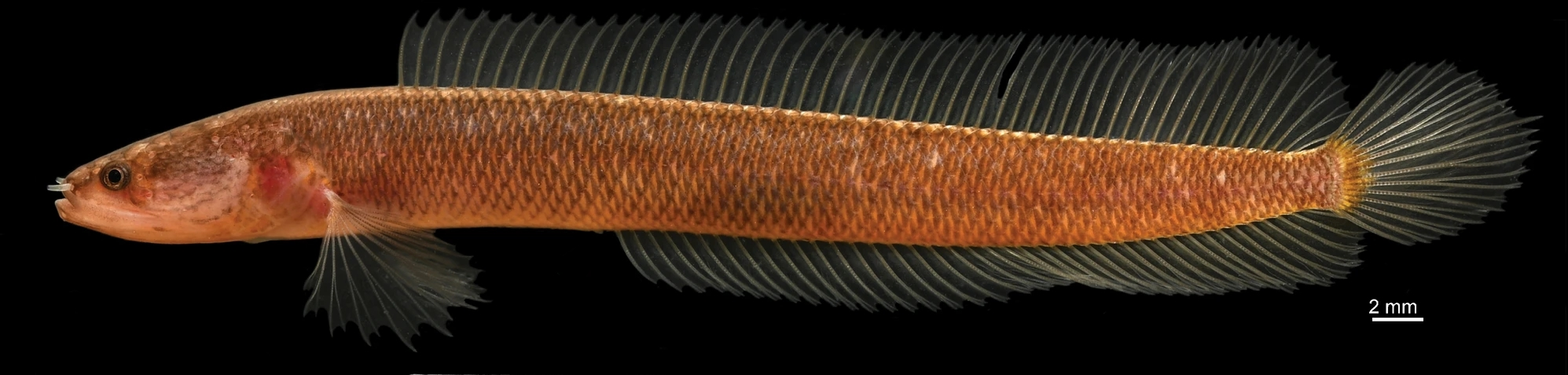

골룸가물치(학명:Aenigmachanna gollum)은 농어목 가물치과에 속하는 어류이다. 몸길이는 8cm~15cm로서 작은 편인 가물치에 속한다.

## 특징과 먹이
골룸가물치는 다른 가물치과의 어류들과 다르게 몸의 색상이 아름다운 금색을 띄는 것이 특징이다. 그외에 다른 이름으로는 지하가물치란 이름으로도 불리는 종이다. 그외에 갈색과 베이지색이 적절히 혼합되어 있으며 마치 용과 같은 모습을 가진 어종이기도 하다. 지느러미는 길고 투명하며 등지느러미는 몸길이의 3/1에 크기를 가지고 골반지느러미가 없다. 다른 가물치과의 어류들에 비해 부레와 공기 호흡 기관이 없으며 이로 인해 수영 방광의 감소가 일어나 물속에서 부력을 유지하기 힘든 종으로 그래서 몸이 가라앉는 것을 막으려면 꾸준히 헤엄을 쳐야하는 종이다. 또한 다른 지하수에서 사는 어류들과는 달리 눈이 퇴화되지 않고 일반적인 모습으로 있으며 잘 발달된 색소의 침착을 가지고 있다. 헤엄을 칠 때는 다른 가물치과의 어류들처럼 공기를 호흡하여 장어처럼 헤엄을 치는 어종이다. 먹이로는 지하수에서 살아가는 다른 물고기들과 갑각류 등을 잡아먹는 육식성의 물고기에 속한다.

## 서식지와 분화의 계통에 대한 이야기
골룸가물치의 주요한 서식지는 인도이며 주로 지하수와 동굴에서 서식하는 어종이다. 다만 지하수와 동굴 외에도 지상의 강으로도 가끔식 나와서 활동하는 어종이라 그런지 눈이 퇴화되지 않은 것으로 보이는 종이다. 2019년이 되어서야 최초로 발견이 되어 새로이 명명이 된 종인만큼 그동안 세상에 잘 안알려지다가 최근에 새로이 발견된 종이다. 골룸가물치와 직접 연관이 있는 친척들은 아프리카에서 많이 살며 아마 아프리카와 인도가 붙어있던 시절인 초대륙이었던 곤드와나 시절에는 서로 같이 살고 있다가 인도가 아프리카에서 떨어져 나오면서 서로 분화가 된 것으로 추정된다.

## 같이 보기
- 농어목
- 가물치과
- 인도
- 지하수
- 동굴